# Semiothisa hebetata
Semiothisa hebetata är en fjärilsart som beskrevs av George Duryea Hulst 1881. Semiothisa hebetata ingår i släktet Semiothisa och familjen mätare. Inga underarter finns listade i Catalogue of Life.